# Fondation Joaquín Díaz

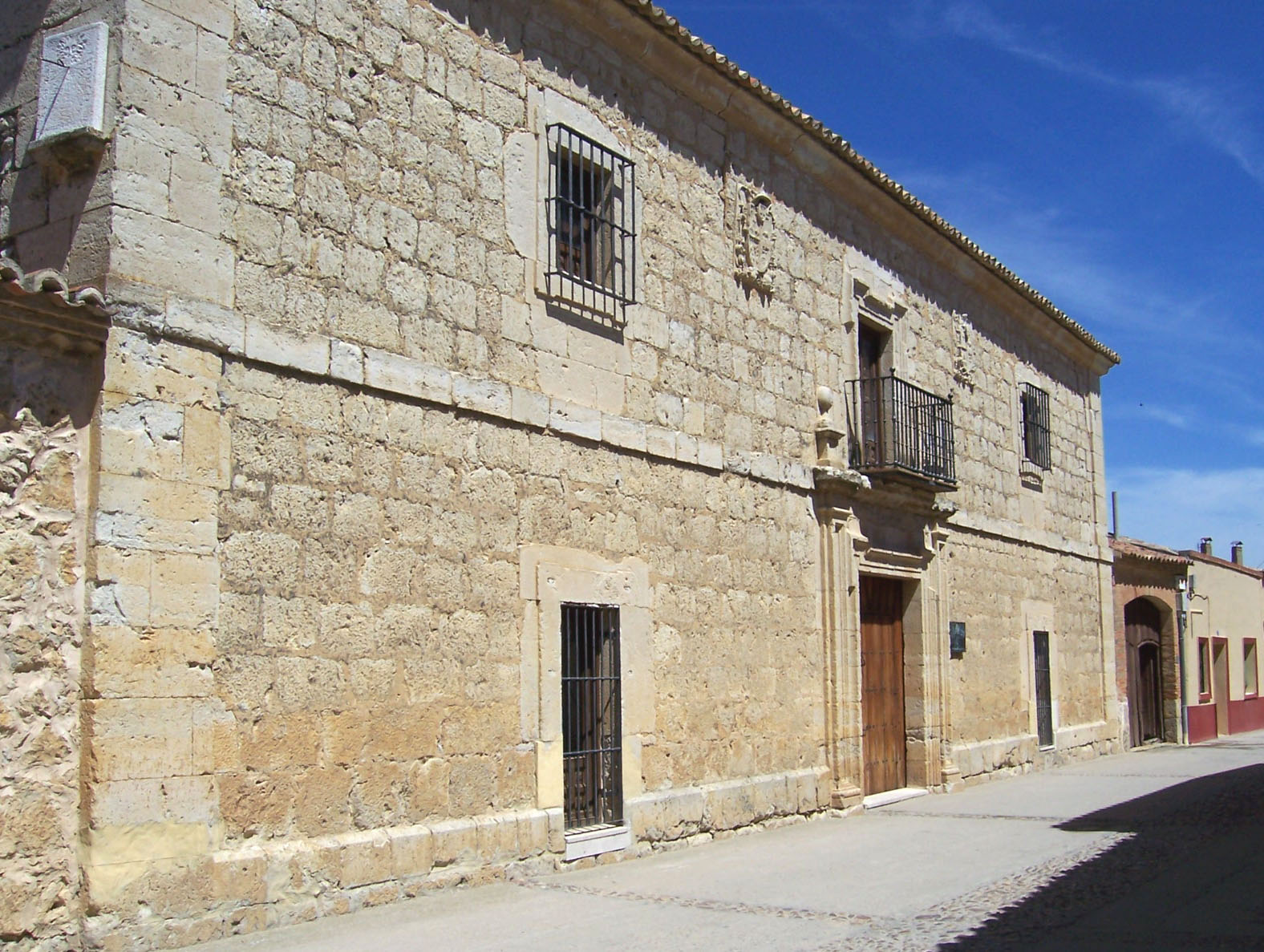
Bâtiment de la fondation à Urueña.

La Fondation Joaquín Díaz (en espagnol Fundación Joaquín Díaz) est un organisme culturel espagnol à but non lucratif qui dépend de la députation provinciale de Valladolid, dont l'objectif est de promouvoir la connaissance, l'évaluation et la diffusion de la culture traditionnelle.

## Présentation

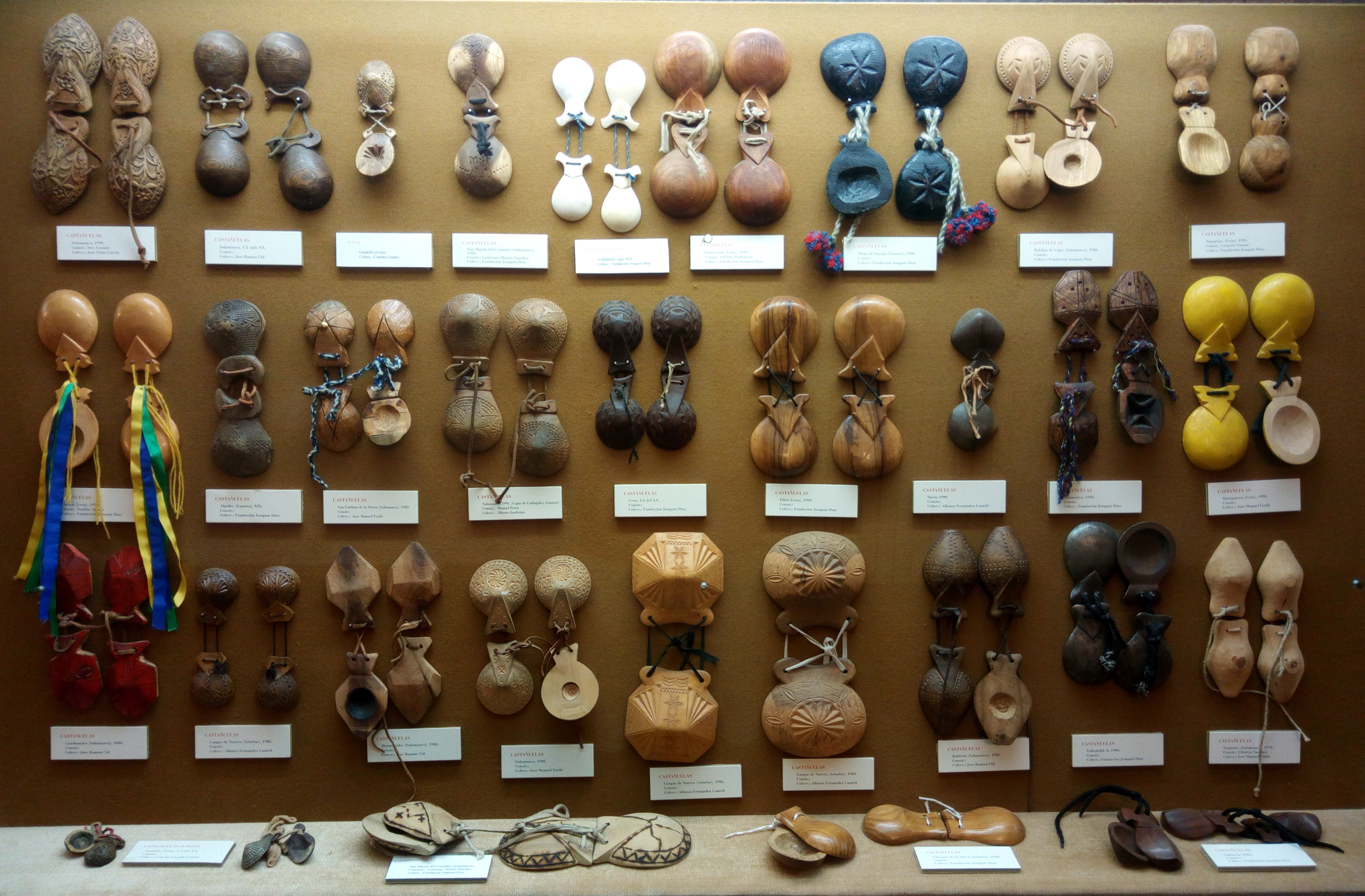
Collection de castagnettes exposée par la fondation.

La fondation a été créée en 1994 à partir du Centre ethnographique né en 1985, quand le folkloriste Joaquín Díaz (es) offrit ses collections (gravures de costumes, littérature de cordel, bibliothèque, phonothèque et instruments de musique) pour qu'elles soient exposées dans une grande maison du XVIIIe siècle que la députation avait dans la commune d'Urueña). Le bâtiment a été inauguré en mars 1991. Il est ouvert à la recherche, au tourisme et au public curieux.